# Avram Davidson
Pour les articles homonymes, voir Davidson.
Œuvres principales
- La Terre des guerrières
- Les Maîtres du labyrinthe
- Dr. Morris Goldpepper

Avram Davidson, né le 23 avril 1923 à Yonkers dans l'État de New York et mort le 8 mai 1993 à Bremerton dans l'État de Washington, est un écrivain américain de science-fiction, fantasy et roman policier.

## Biographie
Pendant la Seconde Guerre mondiale, de 1942 à 1945, Avram Davidson est infirmier de l'hôpital du Corps des Marines des États-Unis dans le Pacifique. Il amorce sa carrière d'écrivain vers 1950 et devient rapidement très demandé, car il s'est rapidement forgé une excellente réputation de nouvelliste. Il a écrit plus de deux cents nouvelles. Il publie également une vingtaine de romans. Comme nègre littéraire, il rédige deux romans apocryphes d'Ellery Queen.
Il vit dans un district rural de la Californie, en 1970, mais déménage ensuite plus près de San Francisco. Pendant ses dernières années, il réside dans l'État de Washington.

## Œuvre

### Romans

#### SérieDrMorris Goldpepper
- (en) The Forges of Nainland Are Cold, 1964

#### SérieDoctor Eszterhazy
- (en) Eszterhazy and the Autogondola-Invention, 1983
- (en) Young Doctor Eszterhazy, 1984
- (en) Duke Pasquale's Ring, 1985
- (en) Writ in Water, or the Gingerbread Man, 1985
- (en) The King Across the Mountains, 1986
- (en) The Odd Old Bird, 1988
- (en) The Adventures of Doctor Eszterhazy, 1991

#### Autres romans
- (en) Joyleg, 1962Écrit avec Ward Moore.
- La Terre des guerrières, Presses de la Cité, Futurama no 13, 1978 ((en) Mutiny in Space, 1964)
- Les Maîtres du labyrinthe, Presses de la Cité, Futurama, 1976 ((en) Masters of the Maze, 1965)
- (en) Rork!, 1965
- (en) The Enemy of My Enemy, 1966
- (en) Clash of Stars-Kings, 1966
- (en) The Island Under the Earth, 1969
- (en) Ursus and Ultima Thule, 1973
- (en) Marco Polo and the Sleeping Beauty, 1987Écrit avec Grania Davis.
- (en) The Boss in the Wall, 1998Écrit avec Grania Davis.

#### Autres romans signésEllery Queen
- Et le huitième jour, PAC, Red Label, 1978 ((en) And On the Eighth Day, 1964)
- Les Quatre Côtés du triangle, J'ai lu no 2276, 1987 ((en) The Four Side of the Triangle, 1965)

#### Autre roman signé Carlton G. Miller
- (en) Incest Street, 1970

### Recueils de nouvelles

#### SérieDrMorris Goldpepper
- Au secours, je suis le Dr Morris Goldpepper, Presses de la Cité, Futurama, 1976 ((en) Help! I am Dr. Morris Goldpepper, 1957)
  - Le Golem, 1976 ((en) The Golem, 1955)
  - Le Mal du roi, 1976 ((en) King's Evil, 1956)
  - Maintenant dormons, 1976 ((en) Now Let Us sleep, 1957)
  - Ou que l'herbe poussera, 1976 ((en) Or the Grasses Grow, 1958)
  - L'Ogre, 1976 ((en) The Ogre, 1959)
  - Les Sources du Nil, 1976 ((en) The Sources of the Niles, 1960)
  - La Contrainte de sa condition, 1976 ((en) The Necessity of His Condition, 1957)
  - La Loi secrète, 1976 ((en) The Unknown Law, 1964)

#### SérieDoctor Eszterhazy
- (en) The Enquiries Of Doctor Esterhazy, 1976Prix World Fantasy du meilleur recueil de nouvelles 1976
  - (en) Polly Charms, the Sleeping Woman, 1975
  - (en) The Crown Jewels of Jerusalem, 1975
  - (en) The Old Woman Who Lived with a Bear, 1975
  - (en) The Church of Saint Satan and Pandaemons, 1975
  - (en) Milord Sir Smiht, the English Wizard, 1975
  - (en) The Case of the Mother-in-Law of Pearl, 1975
  - (en) The Ceaseless Stone, 1975
  - (en) The King's Shadow Has No Limits, 1975

### Nouvelles

#### SérieJack Limekiller
- (en) Bloody Man, 1976
- (en) Manatee Gal Ain't You Coming Out Tonight, 1977
- (en) A Good Night's Sleep, 1978
- (en) There Beneath the Silky-Trees and Whelmed in Deeper Gulphs Than Me, 1980
- (en) Limekiller at Large, 1990
- (en) A Far Countrie, 1993

#### SérieKar-Chee
1. (en) The Kar-Chee Reign, 1966
2. (en) Rogue Dragon, 1965

#### SériePeregrine
- (en) Peregrine: Primus, 1971
- (en) Peregrine: Alflandia, 1973
- (en) Peregrine: Perplexed, 1980
- (en) Peregrine: Secundus, 1981

#### SérieVergil Magus
- (en) The Phoenix and the Mirror, 1969
- (en) The Other Magus, 1980
- (en) Vergil in Averno, 1987
- (en) Vergil and the Caged Bird, 1987
- (en) Yellow Rome, or, Vergil and the Vestal Virgin, 1992
- (en) Sea-Scene, or, Vergil and the Ox-Thrall, 1993
- (en) Vergil and the Dukos: Hic Inclusus Vitam Perdit, or The Imitations of the King, 1997
- (en) Vergil Magus: King Without Country, 1998Écrit avec Michael Swanwick.
- (en) The Scarlet Fig; or Slowly through a Land of Stone, 2005

#### Autres nouvelles
Par ordre chronologique.
- L'Icône d'Élie, Opta, Mystère magazine no 183, 1963 ((en) The Ikon of Elijah, 1956)
- Le Saint Homme, Opta, Mystère magazine no 194, 1964 ((en) The Holy Man, 1957)
- Une clé dans le cœur, Opta, Mystère magazine no 199, 1964 ((en) The French Key, 1957)
- Comme une araignée, Opta, Choc Suspense no 4, 1968 ((en) The Spinner, 1958)
- (en) The Helping Hand, 1958
- La Chaîne, Opta, Mystère magazine no 173, 1962 ((en) Circle of Guilt, 1958)
- Prélude à une disparition, Opta, Mystère magazine no 198, 1964 ((en) The Creator of Preludes, 1958)
- (en) Great is Diana, 1958
- (en) Paramount Ulj, 1958
- La Fiancée évanouie, Opta, Mystère magazine no 200, 1964 ((en) Thou Still Unravished Bride, 1958)
- Amour filial, Fayard, Le Saint détective magazine no 58, 1959 ((en) Filial Son, 1958)
- Et si les huîtres..., Orbites n° 3, Nouvelles Éditions Oswald, 1958 ((en) Or All the Seas With Oysters, 1958)Prix Hugo de la meilleure nouvelle courte 1958
- Sur la douce gorge, Opta, Mystère magazine no 227, 1966 ((en) The Dive People, 1959)
- (en) Rapid Orbit, 1959Aussi titré The Sensitive Man
- (en) Love Called This Thing, 1959
- (en) Author, Author, 1959
- (en) No Fire Burns, 1959
- (en) Dealer in Fear, 1959
- (en) Dagon, 1959
- (en) The Man Who Found the Body, 1960
- (en) Rest in Peace, 1960
- (en) Mean Mr. Murray, 1960
- (en) Deadly Error, 1960Écrit avec Chester Cohen.
- (en) Where Do You Live, Queen Esther ?, 1961
- (en) A Note for the Milkman, 1961
- Le Drame de Lahore, Opta, Mystère magazine no 185, 1963 ((en) The Affair at Lahore Cantonnement, 1961)
- (en) Where Do You Live, Queen Esther ?, 1961
- Le Mélange royal, Fayard, Le Saint détective magazine no 91, 1962 ((en) Prince's Mixture, 1961)
- (en) The Blaze of Noon, 1961Écrit avec Randall Garrett.
- Liberté individuelle, Fayard, Le Saint détective magazine no 81, 1961 ((en) The Liberty of the Subject, 1961)
- Un voyageur venu d'une terre antique, Opta, Mystère magazine no 182, 1963 ((en) Traveller from an Antique Land, 1961)
- Tradition de famille, Opta, Mystère magazine no 204, 1965 ((en) The Traditions of His Family, 1962)
- (en) Keeping Livestock Healthy, 1962
- Le coiffeur n'est pas bavard, Fayard, Le Saint détective magazine no 95, 1963 ((en) The Silence of Steve Spangas, 1962)
- Revolver, Opta, Mystère magazine no 184, 1963 ((en) Revolver, 1962)
- Le Prix du sang, Opta, Mystère magazine no 193, 1964 ((en) Blood Money, 1963)
- Le Prix d'un charme, Opta, Mystère magazine no 215, 1965 ((en) The Price of a Charm, 1963)
- (en) The Sensitive, 1963
- Monsieur, je ne vous entends pas, dans Histoires à faire peur, Le Livre de poche no 2203, 1967 ((en) I Do Not Hear You, Sir, 1963)Réédition, Pocket no 2369, 1987
- Les Pavés de Saratoga Street, Opta, Mystère magazine no 213, 1965 ((en) The Cobblestones of Saratoga Street, 1964)
- Une chambre tranquille, Opta, Mystère magazine no 222, 1966 ((en) A Quiet Room with a View, 1964)
- (en) The Third Sacred Well of the Temple, 1965
- (en) The Invasion, 1965
- (en) The Restorer of Balance, 1965
- Capitaine Pasharooney, Fayard, Le Saint détective magazine no 151, 1967 ((en) Captain Pasharooney, 1967)
- La Banque mémorielle, Opta, Mystère magazine no 243, 1968 ((en) The Memory Bank, 1967)
- (en) Quick With His Hands, 1967
- Pour éviter une condamnation, Fayard, Le Saint détective magazine no 153, 1967 ((en) To Avoid Conviction, 1967)
- La Rançon du passé, dans Histoires à suspense, Pocket no 2118, 1984 ((en) A Shot from the Dark Night, 1968)Réédition, Pocket no 4293, 1995
- Le Seigneur de Central Park, Presses de la Cité, Futurama, 1970 ((en) The Lord of Central Park, 1969)
- Les Cahiers de Redward Edward, Presses de la Cité, Futurama, 1978 ((en) The Redward Edward Papers, 1969)
- Goslin Day (1970)
- Un triomphe à Utica, dans Le monde des chimères, Pocket 1981 / La grande anthologie de la fantasy, Ed. Omnibus 2003, 1981 ((en) They Loved Me in Utica, 1970)
- La Compagnie "Le Trèfle", Opta, Mystère magazine no 286, 1971 ((en) The Trefoil Company, 1971)
- À l'aide, Opta, Mystère magazine no 291, 1972 ((en) Summon the Watch!, 1971)
- Comment a-t-il pu faire cela ?, Opta, Mystère magazine no 292, 1972 ((en) How Could He Do It?, 1972)
- Le Jeune Flic, Opta, Mystère magazine no 301, 1973 ((en) Rookie Cop, 1972)
- Tueur fou, Opta, Mystère magazine no 321, 1975 ((en) The Mad Sniper, 1973)
- Un crime est un crime, Opta, Mystère magazine no 309, 1973 ((en) Murder Is Murder, 1973)
- (en) And Don't Forget the One Red Rose, 1975
- Le Dossier de Mr. Ira Davidson, Opta, La Revue Fiction no 276, 1977, 1977 ((en) The Account of Mr. Ira Davidson, 1976)
- Un cadeau pour Lona, Opta, Alfred Hitchcock magazine no 60, 1966 ((en) Present for Lona, 1976)Réédition, dans Histoires à claquer des dents, Pocket no 1822, 1982 ; réédition, Pocket no 4438, 1995
- Fille des Lamantins, tu ne sors pas ce soir ?, Opta, La Revue Fiction no 307, 1980 ((en) Manatee Gal, Ain't You Coming Out Tonight?, 1977)
- Les affaires reprennent, Campus éditions, Thriller no 1, 1982 ((en) Business Must Be Picking Up, 1978)
- Naples, Denoël, coll. Présence du fantastique no 27, 1983 ((en) Naples, 1982)in volume Territoires de l'inquiétude - 5 - Prix World Fantasy de la meilleure nouvelle 1979
- Dr Bhumbo Singh, Opta, La Revue Fiction no 345, 1983 ((en) Dr Bhumbo Singh, 1982)
- La Tête de Buchanan, Opta, Revue Fiction, 1983 ((en) Buchanan's Head, 1983)
- Accro, Opta, Revue Fiction, 1988 ((en) Addrict, 1987)
- Les montagnards sont là, Opta, Revue Fiction, 1987 ((en) Mountainers are Always Free, 1988)
- Pendant que tu es debout, Opta, Revue Fiction, 1988 ((en) While You're Up, 1988)
- (en) Down by the Depot, 1989
- (en) File Number Eight, 1993